# Ecuaciones de Navier-Bresse
El sistema de ecuaciones de Navier-Bresse (denominadas también fórmulas vectoriales de Navier-Bresse) se emplean en la rama de la mecánica de sólidos deformables con el objeto de describir el comportamiento de las partículas de un sólido deformable. Las ecuaciones fueron descritas por Bresse y Navier. Se componen de dos ecuaciones una que describe el movimiento de las partículas del sólido deformable y otra para los giros, cada ecuación contiene las características del sólido rígido a las que se añaden las cuatro deformaciones canónicas: axial, momento flector, cortadura y torsor. Las ecuaciones de Navier-Bresse proporcionan el estado de deformación de las partículas de un sólido deformable. Las ecuaciones permiten la transformación entre el espacio vectorial de deformaciones al espacio vectorial de desplazamientos. A partir de estas ecuaciones se pueden demostrar los teoremas de Mohr.  

## Fundamento
Las ecuaciones de Navier-Bresse se introducen en mecánica para que sea posible la compatibilidad cinemática. Sea UA la energía de deformación en un punto A del sólido deformable, las fuerzas sometidas al sólido producirán desplazamientos y rotaciones. De tal forma que el punto A se mueve al punto B. En el caso específico de las rotaciones, se tiene que las ecuaciones de Navier-Bresse posee dos términos de la siguiente forma: 

{\displaystyle \theta _{A}=\underbrace {\theta _{B}} _{\textrm {S.R.}}+\underbrace {\int _{A}^{B}\!\mathrm {d} {\vec {\theta }}} _{\textrm {S.D.}}}

Donde el término de la izquierda indica las rotaciones del sólido rígido (S.R.) y las del término de la derecha son los desplazamientos de los giros debidos a las sucesivas rebanadas infinitesimales de material (S.D. o Sólido deformable). En el caso de los desplazamientos se tiene un procedimiento cinemático similar que se puede comprobar en la siguiente expresión:

{\displaystyle {\vec {\mathrm {u} }}_{A}=\underbrace {{\vec {\mathrm {u} }}_{B}+{\vec {\theta _{A}}}\wedge {\vec {r}}_{AB}} _{\textrm {S.R.}}+\underbrace {\int _{A}^{B}\!\mathrm {d} {\vec {\mathrm {u} }}+\int _{A}^{B}\!\mathrm {d} {\vec {\theta }}\wedge {\vec {r}}} _{\textrm {S.D.}}}

Los dos primeros términos están asociados al desplazamiento de las partículas de un sólido rígido (indicado como S.R.), mientras que los términos tercero y cuarto corresponden a los del sólido deformable. El tercero indica el desplazamiento inducido por los propios de las rebanadas (debido a las fuerzas axiles) y el cuarto es debido al desplazamiento inducido por los giros de las rebanadas.

## Ejemplos de Navier-Bresse en piezas
Las ecuaciones de Navier-Bresse se aplican a numerosos ejemplos de sólidos deformables de estructuras de construcción. Por simplicidad se consideran casos bidimensionales de estructuras sometidas a cargas de diferentes tipos.

### Viga cargada
La viga se encuentra en dos dimensiones y se supone que la carga se aplica en estas dos direcciones. La viga se extiende de tal forma que el eje longitudinal de la misma coincide con el eje de las x. Por esta razón todos los movimientos axiles se realizaran sobre este eje, siendo ux el valor del desplazamiento. Las fuerzas cortantes producen desplazamientos a lo largo del eje de las y (a igual que los momentos). Siendo el desplazamiento igual a wy. Debido a la existencia de una carga en el plano X-Y, se supone que no hay fuerzas de torsión sobre la viga. De acuerdo con todo esto, y suponiendo que se somete a un momento constante de valor M a este sólido, se tiene que los giros se deben a los momentos aplicados al sólido y por lo tanto respetan la ecuación:  
{\displaystyle \theta _{A}=\theta _{B}+\int _{A}^{B}\!{\frac {M}{EI}}\mathrm {d} {\vec {\theta }}}
En el caso de los desplazamientos se tiene que las fuerzas axiles Fx provocan movimientos a lo largo del eje de las x, cuyos desplazamientos ux se expresan mediante:
{\displaystyle \mathrm {u_{x}} _{A}=\mathrm {u_{x}} _{B}+\int _{A}^{B}\!{\frac {F_{x}}{E\Omega }}\mathrm {d} x}
Donde {\displaystyle \Omega } es la superficie de la viga. Las fuerzas de carga cortantes Fy provocan los desplazamientos wy
{\displaystyle \mathrm {w_{x}} _{A}=\mathrm {w_{x}} _{B}-\theta _{B}\left(x_{B}-x_{A}\right)+\int _{A}^{B}\!{\frac {F_{y}}{G\Omega _{\nu }}}\mathrm {d} {\vec {\theta }}-\int _{A}^{B}\!{\frac {F_{x}}{E\Omega }}\left(x_{B}-x_{A}\right)\mathrm {d} x}
Completando un total de tres ecuaciones. En la ecuación {\displaystyle \Omega _{\nu }} es el módulo de cizalladura